# Brong (Volk)
Die Brong sind ein Volk in Ghana sowie in der Elfenbeinküste (im Département von Bondoukou), das auch Abrong, Abron, Bono, Boron, Bron, Doma oder Gyaman genannt wird.
Die Brong sind Namensgeber der Brong Ahafo Region im Zentrum Ghanas. In Ghana zählen zu den Brong ca. 1.050.000 bis 1.185.000 Menschen – neben den anderen Völkern Ghanas. Lediglich ein kleiner Teil dieses Volkes, schätzungsweise 131.700 bis 186.000 Menschen leben in der Elfenbeinküste. Hier ist die vorherrschende Bezeichnung dieses Volkes Abron, in Ghana Brong.
Die Brong gehören zur Völkergruppe der Akan und Sprechen das Abron, eine Kwa-Sprache. Sie sind überwiegend Angehörige der traditionellen Akan-Religion, daneben gibt es zunehmend auch Anhänger des Christentums.

## Geschichte
Im 15. Jahrhundert gründeten die Brong das Königreich Bondoukou mit dem legendären König Adou Bini. Im 16. Jahrhundert gründeten sie das Königreich Gyaman innerhalb des Königreichs Bono.